# Mead Valley (Kalifornija)
Mead Valley je naseljeno područje za statističke svrhe u američkoj saveznoj državi Kalifornija. Prema popisu stanovništva iz 2010. u njemu je živjelo 18.510 stanovnika.